# Bernard Galais
Pour les articles homonymes, voir Galais.
 (septembre 2017).
Si vous disposez d'ouvrages ou d'articles de référence ou si vous connaissez des sites web de qualité traitant du thème abordé ici, merci de compléter l'article en donnant les références utiles à sa vérifiabilité et en les liant à la section « Notes et références ».
Bernard Galais est un harpiste et compositeur français, né le 30 janvier 1921 au Havre et mort le 14 août 2009 à Cannes.
Son œuvre, d'une grande indépendance stylistique, traduit les influences multiples de sa propre carrière : soliste à l'Opéra de Paris, à la Garde républicaine, dans des boîtes de nuit pendant l'après-guerre. Il a également laissé des transcriptions nombreuses et enregistré des récitals dans les années 1970.

## Biographie

### Enfance
Bernard Galais naît le 30 janvier 1921 au Havre. Sa mère l'initie à la musique, avec le solfège et le piano. Une amie de la famille lui fait découvrir la harpe alors qu'il a dix ans.
Dès l'âge de onze ans, il compose de petites pièces qualifiées de charmantes par leur public.
En 1934, Bernard Galais intègre la classe de Marcel Tournier, Grand prix de Rome (1909) et extraordinaire compositeur, qui le confie à Pierre Jamet dès 1936.
À dix-huit ans, Galais remporte un premier prix de harpe au conservatoire de Paris,[Lequel ?] à l'unanimité (1939). Il termine ses études d'harmonie auprès d'Ève Meyer.

### Carrière
Pendant la guerre, sa carrière se partage entre l'Opéra (il deviendra premier harpiste soliste plus tard) et l'Orchestre de la Société des concerts du Conservatoire, où il restera une vingtaine d'années.
Après la guerre, il traverse une période bohème, dans des boîtes de nuit, jouant du tzigane ou du jazz.
En 1946, il devient harpe solo à la Garde républicaine. Il sera également soliste des Concerts Colonne (à partir de 1967) et de la Radio.
Il remplace ponctuellement Pierre Jamet au CNSM de Paris, effectuant de nombreuses tournées (France, Angleterre, Japon), se produisant sous la baguette de chefs comme Karl Münchinger, Pierre Dervaux, René Leibowitz ou Robert Blot.
Il succède à Pierre Jamet au Quintette instrumental de Paris.

### Retraite
Il prend sa retraite en 1980 et se consacre à la pédagogie et à l'écriture.
Il effectue un grand nombre de transcriptions, dont plusieurs se retrouvent dans le disque Bernard Galais, série de transcriptions pour la harpe paru chez Vega en 1970,  des réorchestrations (parfois avec des cadences inédites) de certains concertos d'Haendel ou de Krumpholtz, qu'il confie à Marielle Nordmann.
Il compose également un grand nombre de pièces pour les jeunes harpistes de tous niveaux.
Il conseille les interprètes sur le grand répertoire, joue du blues, fait partie de jurys aux examens de fin d'année.
Ses 80 ans sont célébrés à l'Association internationale des harpistes et amis de la harpe, par l'interprétation de plusieurs de ses pièces au cours d'un concert lui étant exclusivement consacré, avec des élèves en provenance de la France entière.

### Vie privée
Le 28 juin 1943, il épouse Marie-Thérèse Rivière, à Paris XVIIe.
Il meurt à Cannes, le 14 août 2009.

## Catalogue
Le catalogue de ses œuvres, dressé par Michel Bosc, comprend :

### Pour harpe seule
- 20 petits préludes (Harposphère, 1990)
- 6 petites pièces (Billaudot, 1995)
- 8 morceaux en 2 recueils (Harposphère, 1988)
- 12 études mélodiques (Billaudot, 2000)
- Rêverie (Combre, 1996)
- Quatrain (Combre, 1996)
- Au bord du lac (Combre, 1996)
- Ponctuation (Harposphère, 1988)
- Mister Piroët (Harposphère, 1992)

### Pour ensembles de harpes
- Paysages II (International Music Diffusion, 1994)
- Petite suite médiévale (Harposphère, 1995)
- Dialogue (International Music Diffusion, 1994)
- Défilé (Harposphère, 1995)

### Harpe accompagnée d'autres instruments
- Barcarolle (Harposphère, 1995),
- Nocturne (International Music Diffusion, 1994)
- Sérénade, sicilienne, finale (Harposphère, 1996)
- Musique révolutionnaire pour harpe révolutionnaire (Harposphère, 1989, épuisé)
- Final pour une fête (Harposphère, 1990, épuisé)

## Transcriptions
Bernard Galais a transcrit des œuvres comme le concerto en Sib de Haendel en le réorchestrant et en le dotant d'une cadence, pour Marielle Nordmann.
Il a également transcrit des sonates de François-Joseph Naderman, le Divertimento No 2 de Paul Arma, le nocturne en Mib majeur de Glinka et il a composé des cadences pour les concertos en Sol mineur et Sib majeur de Krumpholtz.
Il a en outre transcrit pour la harpe de nombreux classiques pour piano, objets de l'un de ses récitals enregistrés.

## Discographie
- 1970 : Trois siècles de harpe - trois vinyles en coffret, Vega[8]
- 1970 : Bernard Galais, série de transcriptions pour la harpe, Vega[7]
- 1972 : Musique pour harpe, Decca Records, tiré du coffret ci-dessus